# Ronald Schober

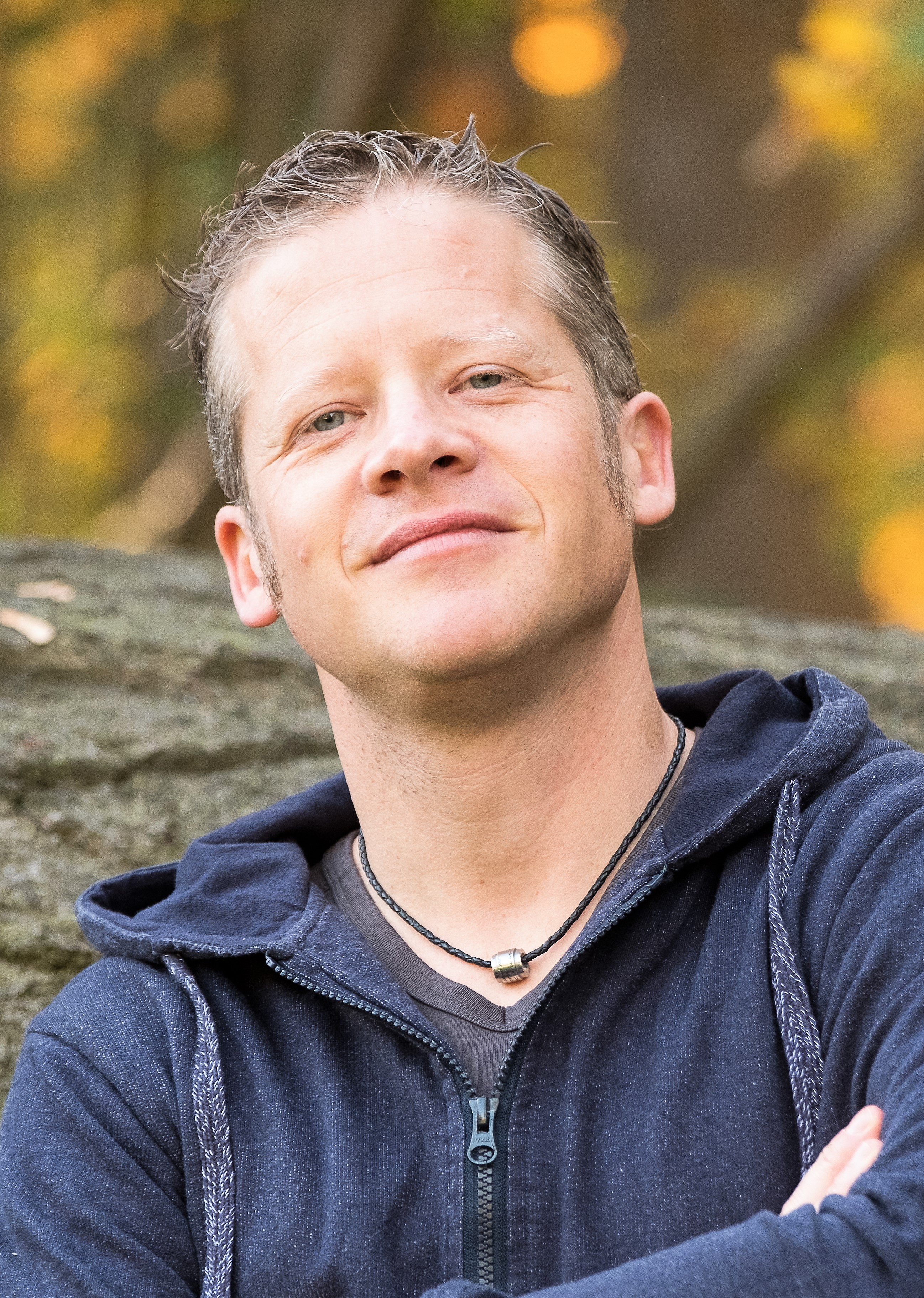
Ronald Schober

Ronald Schober (* 1974 in Ingelheim) ist ein deutscher Schauspieler, Autor und Regisseur.

## Leben
Ronald Schober machte 1993 sein Abitur am Stefan-George-Gymnasium in Bingen am Rhein. Nach einem Jahr Zivildienst studierte er von 1994 bis 1998 an der Johannes Gutenberg-Universität in Mainz Publizistikwissenschaft, Philosophie und Jura. Von 1998 bis 2001 absolvierte er die Schauspielschule Mainz. Während seines Studiums spielte er bereits am Staatstheater Mainz und bei den Festspielen Oppenheim. Auf sein erstes Festengagement am Schlosstheater Celle folgten Engagements bei den Bad Hersfelder Festspielen, den Kreuzgangspielen in Feuchtwangen sowie am E.T.A.-Hoffmann-Theater Bamberg.
Seit 2007 wohnt er in Braunschweig und arbeitet von dort aus regelmäßig in Gastengagements u. a. am Schlosstheater Celle, am Scharoun-Theater Wolfsburg, am Theater Zeitraum Braunschweig, am Gostner Hoftheater in Nürnberg, am Braunschweiger Wintertheater sowie am Lessingtheater Wolfenbüttel.
Ronald Schober spielte u. a. den August in norway.today von Igor Bauersima, den Hund in Hund, Frau, Mann von Sibylle Berg, Leon in Weh dem, der lügt! von Franz Grillparzer, Mozart in Amadeus von Peter Shaffer, Truffaldino in Der Diener zweier Herren von Carlo Goldoni, Johnny Johnson in Johnny Johnson von Kurt Weill/Paul Green, Siegfried in Die Nibelungen von Moritz Rinke, Pöbelmän in Angstmän von Hartmut El Kurdi, Kai Niederländer in Zeit der Kannibalen von Johannes Naber, den Frosch in Hänsel, Gretel, Frosch & Wolf von Peter Schanz und Frieder in Auerhaus von Bov Bjerg.
Schober arbeitet auch als Sprecher und Schauspieler in Film und Fernsehen.
Zusammen mit Tobias Kilian schrieb er 2011 sein erstes Theaterstück "Des Kaisers neue Kleider", frei nach Hans-Christian Andersen. Bei der Uraufführung am Theater Wolfsburg spielten beide die Hauptrollen der Schneider. 2016 hatte sein Solo-Stück "Schiri, wir wissen wo Dein Auto steht" am Staatstheater Braunschweig Premiere.
Zudem ist Schober Regisseur für Amateurtheatergruppen.
In seiner Freizeit ist Ronald Schober seit 1997 Fußballschiedsrichter. Von 2008 bis 2013 leitete er Spiele in der Oberliga Niedersachsen und war Assistent in der Regionalliga.
Ronald Schober ist verheiratet und hat einen Sohn.

## Theater (Auswahl)
- 1999: Robinson & Crusoe (Rolle: der zweite Soldat, Regie: Andreas Mach, Staatstheater Mainz)
- 2000: Macbeth (Rolle: Banquo, Regie: Andreas Mach, Schauspielschule Mainz)
- 2000: Heinrich der Fünfte (Rolle: Heinrich, Regie: Andreas Mach, Staatstheater Mainz)
- 2001: Vermummte (Rolle: Khaled, Regie: Ralf Ebeling, Schlosstheater Celle)
- 2001: norway.today (Rolle: August, Regie: Michael Kokoschka, Schlosstheater Celle)
- 2002: Hund, Frau, Mann (Rolle: Hund, Regie: Oliver Ernst, Schlosstheater Celle)
- 2002: In der Stunde des Luchses (Rolle: der Junge, Regie: Axel Krauße, Schlosstheater Celle)
- 2003: Brooklyn Memoiren (Rolle: Eugene, Regie: Peter Lüder, Schlosstheater Celle)
- 2004: Weh dem, der lügt! (Rolle: Leon, Regie: Peter Ries, Schlosstheater Celle)
- 2004: Das Dschungelbuch (Rolle: Mowgli, Regie: Ulrich Beckmann, Bad Hersfelder Festspiele)
- 2004: Volpone (Rolle: Mosca, Regie: Peter Lotschak, Bad Hersfelder Festspiele)
- 2005: Bungee Jumping (Rolle: Roland, Regie: Christof Meckel, Schlosstheater Celle)
- 2005: In 80 Tagen um die Welt (Rolle: Passepartout, Regie: Jan Bodinus, Schlosstheater Celle)
- 2006: Amadeus (Rolle: Mozart, Regie: Urs Häberli, Kreuzgangspiele Feuchtwangen)
- 2006: Shockheaded Peter (Rolle: Fritz, Regie: Heidemarie Gohde, ETA Hoffmann Theater Bamberg)
- 2007: Der Diener zweier Herren (Rolle: Truffaldino, Regie: Thomas Krauß, Kreuzgangspiele Feuchtwangen)
- 2007: Ox & Esel (Rolle: Esel, Regie: Lars Wernecke, Schlosstheater Celle)
- 2008: Die Grönholm-Methode (Rolle: Carlos Bueno, Regie: Thomas Blubacher, Schlosstheater Celle)
- 2008: Johnny Johnson (Rolle: Johnny Johnson, Regie: Kalle Kubik, Schlosstheater Celle)
- 2009: Stones (Rolle: Rottner/Diesel, Regie: André Bastian, Schlosstheater Celle)
- 2009: Buddenbrooks (Rolle: Bendix Grünlich, Regie: Kalle Kubik, Schlosstheater Celle)
- 2009: Akte R (Rolle: Marko Rohrbach, Regie: Julia Heymann, Schlosstheater Celle)
- 2010: Die fetten Jahre sind vorbei (Rolle: Jan, Regie: Lars Wernecke, Schlosstheater Celle)
- 2010: Die Nibelungen (Rolle: Siegfried, Regie: Kalle Kubik, Schlosstheater Celle)
- 2011: Angstmän (Rolle: Pöbelmän, Regie: Bernd Upadek, Scharoun-Theater Wolfsburg)
- 2015: Eberhard (Rolle: Eberhard Gebensleben, Regie: Gilbert Holzgang, Theater Zeitraum Braunschweig)
- 2016: Zeit der Kannibalen (Rolle: Kai Niederländer, Regie: Joosten Mindrup, Gostner Hoftheater Nürnberg)
- 2016: Der Gestiefelte Kater (Rolle: Kater, Regie: Rainer Steinkamp, Scharoun-Theater Wolfsburg)
- 2016: Hänsel, Gretel, Frosch & Wolf (Rolle: Frosch, Regie: Peter Schanz, Wintertheater Braunschweig)
- 2018: Auerhaus (Rolle: Frieder, Regie: Bernd Upadek, Scharoun-Theater Wolfsburg)
- 2018: Der Fluch der Oker (Rolle: Stürzenbecher/Yorrick, Regie: Peter Schanz, Lokpark Braunschweig)
- 2019: Harz aber herzlich (Rolle: Hartmut Mascher, Regie: Peter Schanz, Wintertheater Braunschweig)
- 2021: OUT! – Gefangen im Netz (Rolle: Dominik Stein, Regie: Katharina Lienau, Lessingtheater Wolfenbüttel)
- 2021: Galka Scheyer in Amerike (Rolle: Paul Klee, Regie: Gilbert Holzgang, Theater Zeitraum Braunschweig)
- 2023: Stadt in der Manege (Rolle: Dschingis Karl, Regie: Peter Schanz, Zirkus Brunswick)
- 2023: Stille Nacht in Gliesmarode (Rolle: Walter Siedentopf, Regie: Peter Schanz, Wintertheater Braunschweig)

## Filmografie

### Film / Stream (Auswahl)
- 2005: Jagdsaison (Regie: Oliver Kahl, Kurzspielfilm)
- 2009: Beine brechen (Regie: Florian Krautkrämer, Kurzspielfilm)
- 2011: Magic Hour (Regie: Florian Krautkrämer, Kurzspielfilm)
- 2015: Ein Single in deiner Nähe (Regie: Eleni Kolitsi, Kurzspielfilm)
- 2021: Sonne / Schlagfertig / Schlafmittel (Regie: Fabian Cohn, 3 Kurzfilme)
- 2021: Taskforce Verhalten in der Bahn (Regie: Jaydee Nujsongsinn, Miniserie)
- 2022: Taskforce 24 (Regie: Tim Günther, Miniserie 2. Staffel)

### Fernsehen (Auswahl)
- 1999: Gregors Ferienfieber (Co-Moderation, Sprecher)
- 2000: Juris Ferienspaß (Co-Moderation, Sprecher)
- 2009: Tatort: … es wird Trauer sein und Schmerz (Regie: Friedemann Fromm, Fernsehreihe)
- 2012: Der Filmsammler (Sprecher, Regie: Florian Krautkrämer, Dokumentarfilm)
- 2014: Tatort Kreisklasse (Sprecher, Regie: Gita Ekberg, Doku)

## Inszenierungen (Auswahl)
- 2014: Gretchen 89ff. von Lutz Hübner – Inszenierung für die Freie Bühne Braunschweig
- 2015: Dr. med. Hiob Prätorius von Curt Goetz – Inszenierung für das Niederdeutsche Theater Braunschweig
- 2016: Mein Freund Harvey von Mary Chase – Inszenierung für die Freie Bühne Braunschweig
- 2016: Dat weer de Lerch von Ephraim Kishon – Inszenierung für das Niederdeutsche Theater Braunschweig
- 2017: Arsenik un oole Spitzen von Joseph Kesselring – Inszenierung für das Niederdeutsche Theater Braunschweig
- 2018  Shoppen von Jürgen Popig – Inszenierung für die Freie Bühne Braunschweig

## Theaterstücke
- Des Kaisers neue Kleider, UA 2011 am Theater Wolfsburg
- Schiri, wir wissen, wo dein Auto steht, UA 2016 am Staatstheater Braunschweig

## Sprecher bei Hörspielen
- 1999: Friedrich Glauser: Der Tee der drei alten Damen (1. Teil), Rolle als Zeitungsjunge; Regie: Irene Schuck; Kriminalhörspiel; Hessischer Rundfunk